# ادوارد وه دیکسون
ادوارد وه دیکسون (انگلیسی: Edward Weah Dixon؛ زادهٔ ۸ مهٔ ۱۹۷۶) بازیکن فوتبال اهل لیبریا است.
از باشگاه‌هایی که در آن بازی کرده‌است می‌توان به باشگاه فوتبال نیم المپیک اشاره کرد.
وی همچنین در تیم ملی فوتبال لیبریا بازی کرده‌است.